# 雷·克罗克
雷蒙德·阿爾伯特·“雷”·克洛克（英語：Raymond Albert "Ray" Kroc，1902年10月5日—1984年1月14日），美国企业家，生于伊利诺伊州。1955年，他接管了当时规模很小的麦当劳公司的特许权，将其发展成全球最成功的快餐集团之一。他被《时代杂志》列为全球最有影响力的企业创始人之一。1974年开始，他成为聖地牙哥教士棒球队老板。

## 生活(早年)
1902年，克洛克出生在伊利诺斯州芝加哥市的一个捷克裔家庭。一战期间，他受训成为一名救护车司机。可还没轮到他上战场立功，战争就结束了。一战结束后至50年代初，他先后在多个行业谋生，如纸杯推销员，钢琴演奏，爵士乐手，乐队成员，以及在芝加哥电台工作。最后他成了一名综合奶昔机推销员，行销全美国。这个工作让他认识了理察和莫里斯·麦当劳兄弟。

## 購買麥當勞公司
1948年，麦当劳兄弟在加州圣伯那地诺开设了第一家麦当劳餐厅。他们独创的汉堡餐厅生意非常好，居然同时使用八台奶昔搅拌机。在确认能销售大批搅拌机给每家新餐厅后，雷在1955年开始和麦当劳兄弟联手，著手开发麦当劳餐厅的特许加盟业务。由于麦当劳兄弟不愿大規模擴張，这让克洛克最终变得很沮丧。於是在1961年，克洛克決定从麦当劳兄弟手中买下公司，他们达成一项协议，即麦当劳兄弟一次性地获得270万美元出让麦当劳连锁餐厅，每年还可以得到公司总营业额的1%作为专营权使用费。
協議中专营权使用费的部分最後變成以握手协议的方式達成，因为克洛克坚称，他找來為本協議出资的人不希望专营权使用费的文字條款出現在合約中。在談判末尾，麦当劳兄弟堅持把他們的首間麥當勞餐廳的房地产产权移轉给他們的雇員，不肯移交给克洛克，这让克洛克心懷怨恨。後來，克洛克拒绝承认或履行握手协议的专营权使用费部分，他还在首間麥當勞餐厅（當時改名为“大M餐廳”——因为在協議中麦当劳兄弟喪失了麥當勞的商標權）附近开了一家新的麦当劳餐厅，導致真正的第一家麥當勞餐厅关门歇业。

## 逝世
1984年1月14日，克洛克因心脏病在加州圣地亚哥的斯克里普斯纪念医院逝世，享年81岁。他的遗孀是第三任妻子琼·克洛克（Joan Kroc）。他曾有过两次婚姻，分别是艾瑟爾·佛萊明(英語：Ethel Fleming，1922年 - 1961年）和珍·杜賓斯·葛林(英語：Jane Dobbins Green，1963年 - 1968年）时任約翰·韋恩(英語：John Wayne)秘书。

## 影視媒體形象
- 《速食遊戲》：2016年傳記電影，由米高·基頓飾演雷·克洛克。